# SL Benfica de Macau
El Casa do Sport Lisboa e Benfica em Macau o simplemente Benfica de Macau, es un club de fútbol con sede en Macao, fue fundado el 17 de octubre de 1951 y es una filial del club portugués Sport Lisboa e Benfica, del cual adopta sus colores rojo y blanco. Por lo mismo, tiene una rivalidad con el Sporting de Macau.
El club milita en la Primera División de Macao de la cual ha sido campeón en cuatro oportunidades.
A nivel internacional debutó en la fase preliminar de Copa de la AFC 2016 con una derrota ante el campeón de Kirguistán el Alga Bishkek.

## Palmarés
- Primera División de Macao: 7

2014, 2015, 2016, 2017, 2018, 2020, 2024
- Copa de Macao: 3

2013, 2014, 2017

## Participación en competiciones de la AFC
| Temporada | Torneo  | Ronda          | Club                   | Casa | Visita   | Global   |
| --------- | ------- | -------------- | ---------------------- | ---- | -------- | -------- |
| 2016      | AFC Cup | Clasificatoria | Alga Bishkek           | 0–2  | 3º Lugar |          |
| 2016      | AFC Cup | Clasificatoria | Sheikh Jamal Dhanmondi | 1–4  | 3º Lugar |          |
| 2017      | AFC Cup | Clasificatoria | Rovers                 | 4–2  | 2º Lugar |          |
| 2017      | AFC Cup | Clasificatoria | Dordoi Bishkek         | 1–2  | 2º Lugar |          |
| 2018      | AFC Cup | Grupo I        | Hang Yuen              | 3–2  | 4–1      | 2º Lugar |
| 2018      | AFC Cup | Grupo I        | Hwaebul SC             | 3–0  | 3–2      | 2º Lugar |
| 2018      | AFC Cup | Grupo I        | April 25               | 0–2  | 0–8      | 2º Lugar |